# 13 Andromedae
13 Andromedae este o stea din constelația Andromeda.